# Georges Brugmann
Pour les articles homonymes, voir Brugmann.
Georges Edmond Brugmann est un banquier et mécène bruxellois né à Verviers le 18 octobre 1829 et mort à Uccle le 22 novembre 1900.

## Origines
Lorsque Frédéric-Guillaume (Friedrich Wilhelm) Brugmann (1779-1852) émigre à Verviers pour se lancer dans la production lainière, il rompt avec une tradition familiale bien ancrée.  Originaires de Dortmund, en Westphalie, ses ancêtres, plus conformistes, ont exercé la fonction de greffier avant d’épouser la vocation de pasteur de l’Église protestante.  L’entreprise lainière qu’il monte avec son associé Jacques Engler, est équipée des machines à filer les plus modernes et connaît, rapidement, un succès considérable.  À tel point que les deux associés décident de fonder une banque – la banque Engler, Brugmann & Cie – dont le siège est établi à Bruxelles et deviennent, au fil du temps, administrateurs de nombreuses entreprises manufacturières et d’assurances clientes.  Les quatre fils Brugmann suivent la trace de leur père et soutiennent, comme c’est la tradition dans les grandes familles bourgeoises de l’époque, des institutions charitables. 

## Partisan de la colonisation et urbaniste d'Uccle
Le troisième d’entre eux, Georges Brugmann, a fait sa carrière dans la banque fondée par son père, comme beaucoup d’autres immigrés allemands.  Il mettra son immense fortune au service de multiples causes : l’Église protestante dont il est membre actif et bailleur de fonds ; Léopold II de Belgique dont il soutient l’aventure coloniale dès la fondation de l’Association Internationale Africaine et à qui il apporte l’appui précieux de sa banque à la fondation de nombreuses entreprises commerciales ; la transformation résidentielle du nord d’Uccle et des communes limitrophes.  C’est à ce titre qu’il finance la construction de l’avenue Brugmann (1870-1873) et qu’il fait réaliser les plans des avenues Longchamp (traduction de Langeveld – 1875), Belle-Vue, Albert et des Ormes, devenues après-guerre respectivement Winston Churchill, de Messidor, Albert et des Ormeaux.  Il participe aussi à l’urbanisation des quartiers Berkendael, du Globe et du hameau Tenbosch.

## Mécène des sciences et des hôpitaux
Grand mécène, il s’embarque dans l’aventure de la Cité scientifique du parc Léopold initiée par Ernest Solvay et Paul Héger et participe au financement de l’expédition d’Adrien de Gerlache de Gomery dans l’Antarctique (1897-1898).
Il consacre aussi d’importants moyens à développer hôpitaux, centres de convalescences et hospices pour vieillards.  L’asile de vieillards de l’Église protestante, l’hospice des vieillards des Ursulines et l’hôpital Brugmann, tous deux dépendants des hospices de Bruxelles, lui doivent en partie leur construction et leur développement.  La moitié de la somme qu’il avait léguée au Conseil des hospices, servira en effet à la construction d’un nouvel hôpital destiné à remédier à l’obsolescence des installations existantes de Saint-Pierre et Saint-Jean.  
Conçu par Victor Horta à partir de 1906, le CHU Brugmann se distingue par sa structure pavillonnaire au milieu d’un parc, réputée plus humaine et efficiente pour combattre la contagion.  En raison de la guerre et des désaccords persistants entre les différents acteurs impliqués, le chantier s’est étalé de 1911 à 1923.  Fait remarquable, un laïc, Victor Horta, y construira une chapelle catholique financée par un fervent protestant.
Il est enterré au cimetière de Bruxelles à Evere (9e avenue, 19e pelouse), à côté de son père. Le monument en forme d'obélisque qu'il avait fait ériger pour son père en 1850, a été transféré ici en 1881 du cimetière protestant du Quartier Léopold. L'inscription marque comme lieu et date de décès: Bruxelles, le 23 novembre 1900.

## Sources et références
1. ↑  Modernisme art déco
2. ↑  Comme en témoigne une plaque de reconnaissance aux donateurs fixée à la droite (intérieur) de la Chapelle Protestante de Bruxelles, Place du Musée
3. ↑  Cécilia Vandervelde, La nécropole de Bruxelles, Bruxelles, chez l'auteur, 1991, 630 p., p. 123-124

- DESIR (D.) sous la direction de, Du côté de Brugmann, un hôpital dans son siècle, Bruxelles, éditions Ercée, 2006, 121 p.
- http://www.chu-brugmann.be/fr/histo/brugmann.asp